# Elsewedy Electric
Elsewedy Electric S.A.E. ist ein ägyptischer Konzern. Das Unternehmen wurde 1938 als Familienunternehmen, das mit Elektrotechnik handelte, gegründet. Ungefähr 2/3 der Aktien des seit 2006 börsennotierten Unternehmens liegen heute bei der Familie El Sewedy.
Die größten Anteile am Umsatz haben Kabel (49 %) und Turnkey-Projekte (41 %). Elsewedy Electric hat Produktionsstandorte auf drei Kontinenten.
Der Konzern ist Mitglied im EGX 30 Index an der Egyptian Exchange.
Im Jahr 2024 wurde das Unternehmen auf Platz 3 der Forbes-Liste der 50 wertvollsten Unternehmen in Ägypten geführt.

## Iskraemeco
Das 1945 gegründete Unternehmen mit Sitz in Kranj war früher ein Teil von Iskra und gehört seit 2007 zu Elsewedy Electric. Der Hersteller von Stromzählern und anderer Messtechnik ist der einzige europäische Produktionsstandort von Elsewedy Electric.